# Therlinya vexillum
Espèce
Therlinya vexillum est une espèce d'araignées aranéomorphes de la famille des Stiphidiidae.

## Distribution
Cette espèce est endémique du Queensland en Australie. Elle se rencontre dans la région de Brisbane et dans les monts Conondale.

## Description
Le mâle holotype mesure 5,75 mm et la femelle paratype 6,84 mm.

## Publication originale
- Gray & Smith, 2002 : Therlinya, a new genus of spiders from eastern Australia (Araneae: Amaurobioidea). Records of the Australian Museum, vol. 54, p. 293-312 (texte intégral).